# Ruellia spectabilis
Ruellia spectabilis är en akantusväxtart som först beskrevs av William Jackson Hooker, och fick sitt nu gällande namn av Nicholson. Ruellia spectabilis ingår i släktet Ruellia och familjen akantusväxter. Inga underarter finns listade i Catalogue of Life.